# Guitar Hero 5
Guitar hero 5 är ett musikspel inom Guitar Hero-serien, utvecklat av Neversoft, Vicarious Visions och Budcat Creations, och gavs ut av Activision och RedOctane. Det släpptes till Playstation 2, Playstation 3, Xbox 360 och Nintendo Wii den 1 september 2009. 

## Spelfunktioner
Det finns två nya spellägen i Guitar Hero 5; RockFest och Party Play. I det förstnämnda spelläget RockFest kommer man att kunna spela som fyra spelare lokalt, eller åtta online, där man tävlar för att få så mycket poäng som möjligt. Om en spelare missar en not måste denne träffa 20 efterföljande noter innan poängen börjar registreras på nytt. I Party Play kommer bandmedlemmarna att kunna hoppa in och ut mitt under låtspelningen. Banden kan ha vilken instrumentkombination som helst, man kan till exempel ha två trummisar, eller tre gitarrister och en sångare.

## Låtlistan
Guitar Hero 5 innehåller 85 låtar. Detta är en lista med samtliga låtar: 
- 3 Doors Down - “Kryptonite”
- A Perfect Circle - “Judith”
- AFI - “Medicate”
- Arctic Monkeys - “Brianstorm”
- Attack! Attack! UK - “You And Me”
- Band of Horses - “Cigarettes, Wedding Bands”
- Beastie Boys - “Gratitude”
- Beck - “Gamma Ray”
- Billy Idol - “Dancing With Myself”
- Billy Squier - “Lonely Is the Night”
- Blink-182 - “The Rock Show”
- Blur - “Song 2"
- Bob Dylan - “All Along the Watchtower”
- Bon Jovi - “You Give Love a Bad Name”
- Brand New - “Sowing Season (Yeah) ”
- Bush - “Comedown”
- Children Of Bodom - “Done with Everything, Die for Nothing”
- Coldplay - “In My Place”
- Darker My Love - “Blue Day”
- Darkest Hour - “Demon (s) ”
- David Bowie - “Fame”
- Deep Purple - “Woman From Tokyo (’99 Remix) ”
- Dire Straits - “Sultans Of Swing”
- Duran Duran - “A view to a kill”
- Duran Duran - “Hungry Like the Wolf”
- Eagles of Death Metal - “Wannabe in L.A.”
- Elliott Smith - “L.A.”
- Elton John - “Saturday Night’s Alright (For Fighting) ”
- Face to Face - “Disconnected”
- Garbage - “Only Happy When It Rains”
- Gorillaz - “Feel Good Inc.”
- Gov’t Mule - “Streamline Woman”
- Grand Funk Railroad - “We’re An American Band”
- Hundred Reasons - "I'll Never Know"
- Iggy Pop - “Lust for Life (Live) ”
- Iron Maiden - “2 Minutes to Midnight”
- Jeff Beck - “Scatterbrain (Live) ”
- Jimmy Eat World - “Bleed American”
- John Mellencamp - “Hurts So Good”
- Johnny Cash - “Ring Of Fire”
- Kaiser Chiefs - “Never Miss A Beat”
- King Crimson - “21st Century Schizoid Man”
- Kings of Leon - “Sex on Fire”
- Kiss - “Shout It Out Loud”
- Love and Rockets - “Mirror People”
- Megadeth - "Sweating Bullets"
- Motley Crue - “Looks That Kill”
- Muse - “Plug in Baby”
- My Morning Jacket - “One Big Holiday”
- Nirvana - “Lithium (Live) ”
- Nirvana - “Smells Like Teen Spirit”
- No Doubt - “Ex-Girlfriend”
- Peter Frampton - “Do You Feel Like We Do? (Live) ”
- Public Enemy Featuring Zakk Wylde - “Bring the Noise 20XX”
- Queen & David Bowie - “Under Pressure”
- Queens of the Stone Age - “Make It Wit Chu”
- Rammstein - “Du Hast”
- Rose Hill Drive - “Sneak Out”
- Rush - “The Spirit of Radio (Live) ”
- Santana - “No One to Depend on (Live) ”
- Scars on Broadway - “They Say”
- Screaming Trees - “Nearly Lost You”
- Sonic Youth - “Incinerate”
- Spacehog - “In the Meantime”
- Stevie Wonder - “Superstition”
- Sublime - “What I Got”
- Sunny Day Real Estate - “Seven”
- T. Rex - “20th Century Boy”
- TV on The Radio - “Wolf Like Me”
- The Bronx - “Six Days a Week”
- The Derek Trucks Band - “Younk Funk”
- The Duke Spirit - “Send a Little Love Token”
- The Killers - “All the Pretty Faces”
- The Police - “So Lonely”
- The Raconteurs - “Steady as She Goes”
- The Rolling Stones - “Sympathy for the Devil”
- The Smashing Pumpkins - “Bullet with Butterfly Wings”
- The Sword - “Maiden, Mother & Crone”
- The White Stripes - “Blue Orchid”
- Thin Lizzy - “Jailbreak”
- Thrice - “Deadbolt”
- Tom Petty & The Heartbreakers - “American Girl”
- Tom Petty - “Runnin’ Down A Dream”
- Vampire Weekend - “A-Punk”
- Weezer - “Why Bother?”
- Wild Cherry - “Play That Funky Music”
- Wolfmother - “Back Round”